# Тит Геганий Мацерин
Тит Геганий Мацерин (лат. Titus Geganius Macerinus; VI—V века до н. э.) — римский политический деятель, консул 492 года до н. э. (вместе с Публием Минуцием Авгурином).
По данным Тита Ливия, 492 год до н. э. был ознаменован сильным голодом, который заставил консулов закупать хлеб не только в Этрурии и Кампании, но даже на Сицилии. Войны удалось избежать только благодаря мору у вольсков. В том же году была выведена колония в Норбу.